# バットマン アーカム・ナイト
『バットマン アーカム・ナイト』（Batman: Arkham Knight）は、バットマンを題材としたオープンワールドゲーム。

## 概要
「バットマン アーカム・アサイラム」及び「バットマン アーカム・シティ」の続編で、前2作を合わせた「アーカム三部作」の最終章となる作品。
舞台はゴッサムシティ。3つの島からなる広大な都市のオープンワールドで、その広さは前作のアーカム・シティの約5倍。前作同様にバットマンを操作してマップを自由に行き来できるほか、今作ではバットモービルを運転して移動でき、多くのミッションの攻略でも不可欠なほど重要な存在になっている。
キャラクターはナイトウィングやファイヤーフライ、デスストローク、マンバットなどが新たに登場する他、本作オリジナルのヴィランとして「アーカム・ナイト」が登場する。また、バットマンの最大の宿敵であるジョーカーは前作で死亡しているが、今作ではバットマンが見る幻影として登場する。
日本では2015年7月16日に発売され、PlayStation 4本体とのセットである「バットマン：アーカム・ナイト KNIGHT EDITION」も発売された。
本作は前3作とは異なり日本語音声が収録されており、発売直後は日本語音声・字幕のみだったが、2015年8月のアップデートで英語音声・日本語字幕にも対応された。
ただし、ゲームプレイ中の変更はできず、一度ゲームを終了してメインメニューに戻る必要がある。また、『ハーレークィン パック』などの追加エピソードなどは一部日本語音声が収録されていない。これらの音声・字幕は、これまで日本語が収録されていなかったPC版にも収録されている。
2020年のPS5発売時にPS Plusコレクションに追加された。2025年3月には海外リージョンの状態にしたXbox OneのXbox Game Pass Coreにおいて配信が開始された。

## ゲームシステム
プレイヤーはバットマンを操作し、オープンワールドで再現されたゴッサム・シティ内を自由に駆け回り、敵と戦闘を繰り広げたりミッションに挑戦していく。一般市民は全員市外に避難しているため、市内には基本的にヴィランとその手下たちしかいない。また、スケアクロウが配備した飛行ドローンやドローン戦車が至る所を徘徊している。
戦闘システムは前作までと同様の「フリーフロー・コンバット」が採用されており、前作までより更に改善されている。

### ミッション
メインミッション
本作の主軸となるミッションで、市内への恐怖ガス散布を企むスケアクロウと、謎のヴィラン「アーカム・ナイト」を追う。
メインミッションのみをクリアするだけではエンディングには到達できないようになっており、エンディングを見るためにはサイドミッションもある程度クリアする必要がある。
サイドミッション
トゥーフェイスやペンギン、ファイヤーフライ、マンバットなどのヴィラン達を追うミッションの他、前作までと同様にリドラーチャレンジのミッションも存在する。また、連続猟奇殺人の犯人を捜査するミッションなどもある。

### アップグレード
ミッションクリアや戦闘で経験値が溜まると「アップグレード・ポイント」を獲得でき、これを使ってバットマンを強化することができる。強化できるのは、バットスーツやガジェット、コンバットなど。また、今作ではバットモービルの性能も強化できる。

### 捜査モード
バットマンのスーツに装備された特殊装置。人や建物をレントゲン写真のように透視することが可能で、これを使って壁の向こう側の敵の位置や動きを確認することができる。また、敵の精神状態や武装の有無までわかるほか、建物に仕掛けられた装置や、指紋や血痕などの痕跡も見つけることができる。

### ガジェット（装備品）
バットラング
過去作でもお馴染みのブーメラン。敵の動きを止める、手の届かない場所にあるスイッチを起動する、オブジェクトを破壊するなど、利用方法は多彩。
リモート・バットラング
投げた後に遠隔操作で自由にコントロールできるバットラング。
爆破ジェル
ゲル状の液体爆薬。起爆装置を兼ねた専用スプレーから吹きつけ、硬化後に起爆が可能になる。もろい壁や床を破壊するのに使用するほか、敵を爆発に巻き込んでダウンさせたり、速射で素早く地面に設置することも可能。
スモーク・ペレット
忍者の煙玉のようなもので、煙幕を発生させそれに紛れて逃走する。その他、遠距離から敵を混乱させて有利に攻撃をしかけるといった使い方も可能。
バットクロー
グラップルガンに鉤爪状のアタッチメントを取り付けたもの。主に高所などにあるダクトのカバーを外すのに使用する。
ラインランチャー
壁と壁の間にワイヤーを張り、電動ウインチで空中を移動するための装備。600kgまでの荷重に対応している。
フリーズ・ブラスト
敵を氷結させることができるグレネード。敵グループの動きを止めたり、パイプの蒸気漏れを塞いだりするのに使用する。
遠隔ハッキング装置
前作までの「暗号シーケンサー」の強化版。セキュリティパネルやロックされたドアの解除に使用する。また、ドローンをハッキングして無効化したり、こちらの味方にして敵を攻撃させることもできる。
かく乱機(ディスラプター)
敵の持つ武器を一定時間無効化したり、発信機を射出して敵の車両等を追跡したりできる。
ボイスシンセサイザー
人の声を合成で作り出す装置。セキュリティの音声認証を突破する際に使用するほか、敵の司令官を装ってその配下の敵グループに偽の指示を出すこともできる。
リモート・エレクトリカル・チャージ
電気エネルギーを発射する銃。停止している発電機に電気を供給するのに使用する。戦闘でも使用でき、特に電気系の武器や盾を持つ敵に有効。
バットモービル・リモート
離れた場所からバットモービルを遠隔操作で運転できる。

### ヴィークル（乗物）
バットモービル
バットマン専用の特殊車両。戦車並の装甲とスーパーカー以上の走行性能を兼ね備えており、様々な兵器や装備が搭載されている。本作オリジナルデザインの最新型。本作ではバットマンと共に主役級の扱いになっており、ミッションの攻略やドローン戦車との戦闘に不可欠な存在となっている。
通常は車両型「追跡モード」だが、戦闘に特化した戦車型「バトルモード」に変形できる。バトルモードは追跡モードよりも小回りが利き、狭い場所を移動したりドローン戦車の背後を取るのに適している。
ストーリーの進行に応じて新たな装備が追加されていくほか、アップグレード・ポイントで性能を強化することもできる。
DLCのスキンの大半は、過去の作品のデザインの関係上バトルモードに変形できないため、レースに特化した特殊ミッションしか使用できない。
バルカン砲
敵の装甲を貫通するチェーンガン。威力は低いが、ドローン戦車から発射されたミサイルを打ち落としたり、空中のドローンとの交戦に有効。
60mm砲
対武装車両用の高出力兵器。動力エネルギー貫通弾を発射する。リロードは遅いが、アップグレードである程度早くすることができる。
ミサイル
ドローン戦車を一撃で破壊できる強力なミサイル。使用するには武器エネルギーをチャージする必要があり、チャージ量によって最大6つの標的を同時に破壊できる。
暴動鎮圧器
人の体温を検知すると自動で起動し、非致死スラム弾を発射して敵を戦闘不能にすることができる。
イモビライザー
追跡モード時に特定の車両を追跡中に使用する特殊追跡弾頭。使用するにはターゲットとなる車両を追跡し、一定時間捕捉しなければならない。
パワーウインチ
ウインチポイントに引っ掛けて重い物を動かしたり、壁を引き倒すことができる。
ドローン・ウイルス
敵のドローンにコンピュータウイルスを感染させ、他のドローンを攻撃させる。
EMP
強力な電磁パルスを放出し、周囲のドローンを行動不能にすると同時に、発射済みの敵のミサイルを破壊する。
ドッジ・スラスター
車体を高速でスライドさせ、敵の攻撃を回避する。
地中探索ソナー
パルスを発信させて地中をスキャンし、その結果を画像化する。枯れて長期間経った植物の根も探し出せるほどの感度を持つ。
バットウィング
バットマン専用飛行機。今作ではバットマンやアルフレッドの指令で自動操縦で飛来し、主にバットモービルの追加装備を運んでくる役目を担っている。

### ドローン
スケアクロウとアーカムナイトがゴッサム中に配備した、無人の戦闘マシーン。地上タイプと飛行タイプが存在する。各ドローンには敵機を発見するためのセンサーが搭載されており、赤や青などの色の光線として照射している。破壊するにはバットモービルの兵装を利用する必要があり、ドローンの集団と戦闘になるミッションも存在する。
地上タイプ
地上の偵察と警備を行っているドローン。兵装によって様々なタイプが存在する。
パイソン
4つの脚で地面に固定される、固定式のミサイル砲。
ラトラー
1本の主砲とバルカン砲が搭載された戦車。最も出現数が多い。
ツインラトラー
2本の主砲が搭載された戦車。
ダイヤモンドバックス
ラトラーよりも大きく、主砲の周りに盾状のタレットが設置されている戦車。ラトラーより耐久力が高い。
マンバ
標的を自動追尾するホーミングミサイルを搭載した戦車。
コブラ・タンク
ストーリー中盤以降のミッションで登場する。他の戦車より大型で、高威力の主砲を備えた強力な戦車。高性能なレーダーも搭載されており、360度スキャンであらゆる方向の敵機を見つけ出す。装甲も非常に強力で、バットモービルの60mm砲でも正面からは破壊できない。破壊するには、背面にある弱点をピンポイントで撃つ必要がある。
クラウドバースト・タンク
ゴッサム全域に恐怖ガスを散布するための装置「クラウドバースト」が搭載された大型戦車。360度スキャンで全方向の敵を検知し、ホーミングミサイルやレーザー砲、ロケット砲が搭載されている。強固な装甲に全体が包まれており、破壊するには4つの弱点を全て破壊し、その上で戦車を行動不能にする必要がある。その上、4台のコブラ・タンクにガードされている。
デスストロークの戦車
見た目や兵装はクラウドバースト・タンクとほぼ同じだが、5台のコブラ・タンクにガードされている。
飛行タイプ
上空の偵察と警備を行っているドローン。動きが素早く、攻撃の狙いがつけにくい。
ボア
3つの目標を同時に追跡し、攻撃することができる。電気ショック兵器を搭載している。
サーペント
ボアより大きく、バルカン砲が搭載されたドローン。ゴッサム各地の上空を飛んでおり、上空から市内の警備と偵察をしている。赤色のサーチライトのような光を照射しており、バットマンがこの光に入ると感知し、バルカン砲で攻撃してくる。
ドラゴン
バルカン砲とロケット砲を搭載したドローン。ミッションでのドローンとの戦闘で、戦車と共に現れることが多い。
コムズ・リレー・ドローン
重装甲で覆われた爆弾を投下する、特殊なドローン。
アーカム・ナイトのガンシップ
アーカム・ナイト用の特注の飛行ドローン。ボス戦として、バットモービルで戦うことになる。最初はアーカム・ナイトが自ら乗り込み、後に遠隔操作でも戦う。強力なロケットミサイルを搭載している。

## あらすじ
「バットマン アーカム・シティ」にて、バットマンの宿敵ジョーカーは、タイタンの副作用から命を落とした。この件は、世間では「バットマンがジョーカーを殺害した」と認識されており、その後のバットマンは犯罪者に対する苛烈さが増していった事で、バットマンの存在は次第にゴッサムの人々から危険視される様になる。
アーカム・シティの一件から9か月後、「バットマン アーカム・アサイラム」以降消息がわからなくなっていたスケアクロウが再びゴッサムに現れ、市内に恐怖ガスを散布すると予告した。市内は大パニックに陥り、住民たちは市外に脱出。スケアクロウは住民のいなくなったゴッサムを占拠し、街中に戦車や軍隊を配備した。悪の手に堕ちたゴッサムでは、スケアクロウと手を組んだペンギンやトゥーフェイス、リドラー、ハーレークインなどのスーパーヴィラン達も暗躍する。バットマンは事態を収拾しゴッサムに平和を取り戻すため、最新型のバットモービルを駆ってスケアクロウ達との戦いに挑む。
そんな中、「アーカム・ナイト」と名乗る正体不明のスーパーヴィランが突如ゴッサムに現れ、スケアクロウと手を組んでバットマン打倒に乗り出す。アーカム・ナイトはなぜかバットマンの戦い方を熟知しており、バットマンは苦戦を強いられる。
戦いの最中、ある出来事によって「バットマンの正体がブルース・ウェインである」事が世界中に露見してしまう。これが原因で、バットマンとしての最後の戦いとなり、世界に「バットマンことブルース・ウェインは死んだ」と認識される事件が起こってしまうのだった。

## キャラクター

### バットマンサイド
バットマン
声：藤真秀 / 英：ケヴィン・コンロイ
本名「ブルース・ウェイン」。本作の主人公。本作から新しいバットモービルを乗りこなす。市民からはジョーカーを殺したと思われており、その存在を疑問視する声も上がっている。ジョーカーの血液が自分に輸血されてしまったことで、自身がジョーカー化する危険にさらされている。ジョーカーの幻覚を見るようになり、至るところに現れてバットマンに話しかけてくる。スケアクロウの幻覚剤を受けるたびに、ジョーカーの幻覚を見る頻度が上がっている。
本作ラストにおいてスケアクロウにカメラの前でマスクを剥ぎ取られ、「バットマンの正体がブルース・ウェインである」事が世界中に知れ渡ってしまう。全てのヴィランを投獄し、ある程度の安全が確保された事で、前々から練っていた「ナイトフォール作戦」を実行に移す。それは「バットマンとしての引退」と「ブルース・ウェインの死」を世界中に公開するものであり、報道陣に囲まれているウェイン邸へ帰還して中に入ると同時にウェイン邸が爆発炎上。それ以降、ブルース・ウェイン、およびバットマンの姿を見た者はだれ一人としていない。
アルフレッド・ペニーワース
声：稲葉実 / 英：マーティン・ジャーヴィス
ウェイン家の執事。父トーマスの代から長年ウェイン家に仕えている。前作と同様、通信を介してバットマンをサポートする。ナイトフォール作戦以降の彼の消息はバットマン同様不明である。
ルーシャス・フォックス
声：長克巳 / 英：デイブ・フェノイ
ウェイン・エンタープライズのCEO兼会長。ビジネスマンとしてもメカニックとしても優秀な人物で、ガジェットをはじめ最新鋭のバットスーツやバットモービルの開発を手掛けている。
ジェームズ・ゴードン
声：水内清光 / 英：ジョナサン・バンクス
ゴッサム市警の本部長。バットマンと共にこれまで数多の犯罪者と戦ってきた。街に残った部下たちと共に、悪人どもの対処に当たる。今までの活躍から、市民達からは次期市長候補と目されている。
バーバラがスケアクロウに誘拐された際にバットマンからバーバラがオラクルとしてバットマンを補佐していた事を明かされ、娘を危険に巻き込んだバットマンを殴り決別する。一度はスケアクロウに娘を人質に取られてバットマンを銃撃するも、彼は生き延びてバーバラを救い出し、更にはアーカム・ナイトに捕まったところをバットマンに救われた事で和解する。最後には共にスケアクロウを逮捕し、「ナイトフォール作戦」を決行すべく立ち去るバットマンを見送った。
オラクル
声：有賀由樹子 / 英：アシュリー・グリーン
本名「バーバラ・ゴードン」。ゴードン本部長の娘で、かつてはバットガールとしてバットマンと共に戦っていた。しかし、ジョーカーから受けた銃撃が原因で下半身不随になり、車椅子生活になった。現在はオラクルとして、情報の収集や解析でバットマンに協力している。父には「ゴッサムの街から避難した」という嘘をついている。ロビンことティム・ドレイクとかつては恋愛関係にあった。
スケアクロウに捕らわれたり、ゴードンやロビンが攫われたりといった苦難に見舞われるが最後までバットマンをサポートし続けた。
『バットマン アーカム・アサイラム』以前の時間軸となるDLC「家族の問題」（A Matter of Family）には、バットガールとして登場し、操作キャラクターとして使用可能。
ロビン
声：小松史法 / 英：マシュー・マーサー
本名「ティム・ドレイク」。バットマンの現在の相棒。彼は三代目。バットマンの指示で、ジョーカーの血液感染者を隔離して治療を行っているが、本人はバットマンの援護に行きたがっている。ハーレイ・クインが隔離施設に乗り込んできた際には、バットマン共にハーレイ・クインの一味と戦い、彼女の企みを阻止した。この時のみ、操作キャラクターとして使用可能。その後、彼の犠牲を避けようとしたバットマンの手でジョーカー感染者の隔離房に閉じ込められるが、乗り込んできたスケアクロウに連れ出され人質にされてしまう。最後はアーカム・アサイラムでバットマンとスケアクロウの決着を見届けた。
DLC「コイン投げ」では操作キャラクターとして使用可能。脱獄したトゥーフェイスの一味と戦い、彼を逮捕した。ロビン、ナイトウィング、キャットウーマン、レッドフードのDLCは、本作のナイトフォール作戦後の出来事となっている。
ナイトウィング
声：最上嗣生 / 英：スコット・ポーター
本名「ディック・グレイソン」。初代ロビン。現在はバットマンから独立して行動している。今作では、ペンギンの武器庫を探し出し破壊するために動いている。ペンギンの手下たちを相手どる際はバットマンと協力し、二人で戦う。この時のみ操作キャラクターとして使用可能。最後の武器庫でペンギンに捕らえられるがバットマンに救出され、共にペンギンを打倒した。
追加任務DLC「シーズン・オブ・インファミー」では、墜落した飛行船型刑務所、アイアンハイツにバットマンと共に潜入し、内部で暴れていたキラークロックと戦った。
DLC「ゴッサム市警封鎖」では操作キャラクターとして使用可能。ペンギンの脱獄を阻止した。
キャットウーマン
声：藤村歩 / 英：グレイ・デリスル
本名「セリーナ・カイル」。ゴッサムを拠点に活動する女盗賊。今作ではリドラーに囚われ、爆弾付きの首輪をつけられている。リドラーのゲームに付き合う形でバットマンと協力し、その時のみ操作キャラクターとして使用可能。数々の謎解きを突破した後は、自ら姿を現したリドラーをバットマンとの共闘で打倒し、「ナイトフォール作戦」を決行すべく別れを告げて立ち去るバットマンを見送った。
DLC「キャットウーマンの復讐」では操作キャラクターとして使用可能。リドラーの隠れ家を破壊し復讐を果たす。
ポイズン・アイビー
声：甲斐田裕子 / 英：タシア・ヴァレンザ
本名「パメラ・アイズリー」。元植物学者の環境テロリスト。実験の失敗により植物と融合してしまったため、血ではなくクロロフィルが体内を巡っている。スケアクロウへの協力を拒み収監されていたところを、バットマンに助けられる。
本来はヴィランの一人だが、今作では街の植物までも死なせてしまうスケアクロウの恐怖ガスに対抗するためにバットマンに協力する。ゴッサムの植物園をバットマンが確保した後、その場の植物を急成長させて巨大樹を作り出し、恐怖ガスの浄化を試みる。しかしスケアクロウが開発した恐怖ガスを雲状に噴射する装置「クラウド・バースト」による攻撃を浄化すべく自身の生命力を使い切ってしまい、最期はバットマンに看取られて塵となって消えた。

### ヴィラン
スケアクロウ
声：高口公介 / 英：ジョン・ノーブル
本名「ジョナサン・クレイン」。「恐怖の支配者」を自称する。前々作「アーカム・アサイラム」にてキラークロックに襲われて顔に酷い怪我を負ったため、顔を自分のマスクと同じカカシの様な風貌に整形している。今作の黒幕であり、軍隊やドローン戦車でゴッサムを占拠する。自分を傷つけたバットマンとバットマンを生み出したゴッサムを憎んでおり、他のヴィラン達と手を組んで復讐を開始した。エースケミカルの化学工場爆破を目論んだ他、恐怖ガスを雲状に噴射して広範囲を包み込む装置「クラウド・バースト」を開発。ゴッサムだけでなくアメリカ東海岸全体にガスを散布しようと企む。
自分以外の誰かが傷つくことを恐れるバットマンやゴードンの恐怖心を利用し、人質作戦で彼らを追い詰める。最後には因縁の地であるアーカム・アサイラムにおいてロビンとゴードンの命を盾にし、カメラの前でバットマンのマスクを剥ぎ取ってその正体がブルースであることを暴き立てる。
しかしトドメを刺そうとバットマンに恐怖ガスを注入して彼をジョーカー化させてしまい、それに動揺して再度注入した恐怖ガスがジョーカーの恐怖を呼び覚ました事で、バットマンがジョーカーの意思を封じ込めることに成功。皮肉にも宿敵を助けてしまい、バットマンに逆に恐怖ガスを注入されて発狂、逃げ出そうとしたところをゴードンに殴り倒されて逮捕された。
DLC「スケアクロウのナイトメアミッション」では、彼の恐怖ガスの影響を受け、異常な世界に放り込まれた状態で打倒する特殊ミッションを受注する事ができる。
アーカム・ナイト
声：滝知史 / 英：トロイ・ベイカー
ゴッサムに暗躍する謎の人物。スケアクロウと手を組み、軍隊を率いてバットマンの殺害を企てる。銃器類を使いこなし、高い戦闘力を持つ。バットマンをどのヴィランよりも知り尽くし、戦闘技術はバットマンに勝るとも劣らない。
その正体は、ジョーカーに殺されたと思われていた二代目ロビンことジェイソン・トッド。ジョーカーに捕らえられて1年間も拷問に耐えており、自身を助けに来ることなくティム・ドレイクを三代目ロビンとしたバットマンを怨み、アーカムナイトと化した。
レッドフード
声：トロイ・ベイカー
DLC「レッドフード ストーリー・パック」での操作キャラクター。アーカム・ナイトとして本編でバットマンに敗れた後、心の整理がついたのかバットマンに対する復讐心が消え、自称自警団として新たに名乗った姿。ロビンとして活動していた時の行き過ぎた正義によって、悪党を捕えずその場で殺す事に一切の躊躇いがない。
ジョーカー
声：藤原啓治 / 英：マーク・ハミル
本名不明。バットマンの宿敵である狂人。前作でタイタンの副作用により死亡。バットマンは、スケアクロウの幻覚剤を受けた影響でジョーカーの幻影を見ている。また、前作でバットマンに輸血された自身の血液を通して、バットマンの体を乗っ取ろうとする。
ゲーム中で幾度もバットマンの前に現れ、彼を揶揄する発言を繰り返す。最後にはスケアクロウに恐怖ガスを注入されたバットマンの隙を突き彼を乗っ取る事に成功するも、それに動揺したスケアクロウが再度恐怖ガスを投与し、「人々に忘れ去られるのが怖い」という心の奥底に秘めていた恐怖を呼び覚まされる。それによってバットマンに形成逆転され、精神世界で彼に敗れて完全に封じ込められた。
ハーレークィン
声：古城門志帆 / 英：タラ・ストロング
本名「ハーリーン・クインゼル」。ジョーカーの愛人で、彼の為なら手段を択ばない。元はアーサム・アサイラムに勤務する医師で、患者であるジョーカーに惚れて共犯者となった。
ジョーカー亡き後、今作では彼に変わって手下達を従えている。ジョーカーの死をバットマンの責任と思い込んで彼を憎悪し、ジョーカーの血液を輸血された患者たちを完全にジョーカー化させる事で愛人を復活させようとした。しかしバットマンに計画全てを阻止され、ジョーカー感染者用の隔離房に閉じ込められた。
DLC「ハーレークィンパック」では操作キャラクターとして使用可能。本編の少し前、ペンギンの依頼でポイズン・アイビーを脱獄させた。
ペンギン
声：間宮康弘 / 英：ノーラン・ノース
本名「オズワルド・コブルボット」。ゴッサム・シティの裏社会で名をはせる犯罪者。今作ではダミー会社「North Refrigeration」を使ってブルードヘイブンから武器を輸入しており、市内各所の秘密の武器庫に保管している。また、バットマンを倒すため、他のヴィランやチンピラにその武器を売っている。 ペンギンのサイドミッションでは、ナイトウィングと共にその秘密の武器庫を探し出し、潰していくことになる。最後にはバットマンとナイトウィングに拠点全てを潰されて投獄された。
DLC「ゴッサム市警封鎖」では外部に残していた手下を呼び寄せ、ゴッサム市警本部からの脱獄を目論むも、ナイトウィングに阻止された。
リドラー
声：岩崎ひろし / 英：ウォーリー・ウィンガート
本名「エドワード・ニグマ」。毎度お馴染みのリドラーチャレンジにて登場。今作ではキャットウーマンを人質に取り、ゴッサム中に謎をばら撒いてバットマンに挑戦してくる。未使用の下水道をわざわざ購入してまで、バットモービル用にコースを作っている。また、戦闘ではお手製のロボットをけしかけてくる。
全てのコースとリドラーチャレンジをクリアされると自らロボットに乗って現れ、バットマンとキャットウーマン二人と対決する。最後には二人に敗れて投獄された。
DLC「キャットウーマンの復讐」では未だ収監されており、声のみ登場。手下に命じて隠し拠点の財産を確保させようとするが、復讐に燃えるキャットウーマンに拠点を壊滅させられた挙句、アーロン・キャッシュに電気ショックを食らわせられた。
トゥーフェイス
声：滝知史 / 英：トロイ・ベイカー
本名「ハービー・デント」。過去の事故で顔面の左半分を焼かれた元地方検事。今作では、ゴッサム各地の銀行を標的に強盗を行う。また、ハービー・デントとしての本来の人格と、トゥーフェイスとしての凶悪な人格が頻繁に入れ替わる。各銀行を襲わせていた手下たちを倒されると最後の銀行に自ら乗り込み、バットマンと対決するも敗れて投獄された。
DLC「コイン投げ」では手下と共に脱獄を果たすも、追ってきたロビンに敗れ再逮捕された。
ファイヤーフライ
声：蜂須賀智隆 / 英：クリスピン・フリーマン
本名「ガーフィールド・リンズ」。ゴッサム・シティを拠点に活動する放火魔。大型の火炎放射器で武装している。化学工場に放火した際、自ら放った火に巻き込まれて大やけどを負ったため、難燃性・耐熱性を持ち、飛行用のジェットパックなどの様々な装備のついたスーツを着ている。映画製作会社で特殊効果アーティストとして活動していた経験を持つ。
今作では消防署を標的に放火してまわっている。火事の現場のスプリンクラーを作動させると飛び出してきて、バットマンを挑発するように飛び回る彼をバットモービルで追跡する形で対決する事になる。最後にはバットマンに追いつかれ投獄された。
実は消防署長のレイモンド・アンダーヒルと共謀しており、彼のマッチポンプに協力する代わりに無人の建物の情報を流させていた。
デスストローク
声：/英：マーク・ロルストン
本名「スレイド・ウィルソン」。「死の一撃」の異名をとる凄腕の傭兵にして暗殺者。「バットマン アーカム・ビギンズ」でバットマンに敗北しており、そのことを恨んでいる。
スケアクロウに雇われており、アーカム・ナイトが姿を消した後、彼に代わりドローン部隊を指揮してバットマンを倒そうとする。全ての輸送車、望楼、爆弾、チェックポイントを破壊すると、バットマンと戦車による直接対決となる。戦車を破壊されると刀を携えて自ら挑み掛かるも一撃で倒され、投獄された。
ハッシュ
声：藤真秀 / 英：ケヴィン・コンロイ
本名「トーマス・エリオット」。元外科医で、ブルースと交友関係にあった男。かつて自らを虐待していた父とそれを黙認した母を恨み、二人を事故死に見せかけて殺害することで財産を手に入れようとしたが、ブルースの父であるトーマスが母を助けてしまった結果失敗に終わり、ウェイン家を逆恨みしている。
前作「アーカム・シティ」にてブルースに復讐する為に自身の顔を彼とそっくりに整形しており、今作では復讐を実行に移すべく、ウェイン・タワーに潜入してCEOのルーシャス・フォックスを人質に取り、ブルースをおびき寄せようとする。現れたバットマンにブルースを連れてくるよう迫るが、バットマンが自ら正体を明かした事で動揺し、ルーシャスを離して彼を撃ち殺そうとした隙を突かれて倒され、拘束された。
マンバット
声：/英：ローレン・レスター（ラングストーム博士）
本名「カーク・ラングストローム」。生物学者。自身の聴覚障害の治療のため、吸血コウモリの遺伝子と自身の遺伝子を組み合わせる実験を行っていたが、自身の体を使った人体実験に失敗してコウモリの化け物「マンバット」と化してしまう。妻のフランシーヌを殺害し、ゴッサム中を飛び回っており、本人の意思に関係無く暴走する危険性がある。バットマンが作ったワクチンを2度打たれたことで大人しくなり、ゴッサム市警に連行される。市警についた頃には、人間の体に戻っていた。投獄後は妻を手にかけてしまった事を嘆き続けている。
ピッグ教授
声：/英：ドワイト・シュルツ
本名「ラズロ・ヴァレンティン」。豚の仮面を付けたサイコパス。元は有能な科学者だったが、統合失調症の発作がきっかけで狂気に取り憑かれてしまった。「おかしなサーカス団」と呼ばれるサーカス団を隠れ蓑にして市民を次々と拉致し、白い仮面を被った「ドロトロン」と呼ばれる痛みを感じず自我もない人形に改造していた。話すときに豚のように鼻をフガフガ鳴らす癖がある。
改造途中で命を落とした犠牲者の遺体を街の至るところに磔にし、そのそばでオペラの曲を流すと言う異常な行為に及んでいた事でバットマンに犯罪が露見する。隠れ家に踏み込まれると、ドロトロンをけしかけつつ自身はナイフ投げで攻撃してくる。最後はドロトロンを全て倒され、自身も昏倒させられて投獄された。
ディーコン・ブラックファイア
声：/英：マルク・ウォーデン
カルトの教祖で、洗脳に長けた詐欺師。シャーマンの末裔を自称している。ゴッサムのホームレスを引き込んで教団を形成し、ゴッサムを支配しようと企んでいる。人の血を浴びて若さを取り戻しているという。
スクープのためにゴッサム市警本部を離れたジャック・ライダーを拉致し、レディー・オブ・ゴッサム像の前で彼を生贄に儀式を執り行おうとするも、バットマンに阻止され投獄された。
ミスター・ザズー
本名「ヴィクター・ザズー」。無差別に人を殺し、あたかも生きているようなポーズを取らせる殺人鬼。人を殺す度に証として自身の体に傷をつけており、バットマン用にも特別な場所を確保している。スケアクロウに声をかけられなかったらしくミッションには登場しないが、ゲーム中に彼に殺されてポーズを取らされたペンギンの手下３人の遺体が発見出来る場所がある他、監視カメラの映像を確認する場面で、チンピラが暴れている街の道路を徘徊する姿が一瞬映り込んでいる。
カレンダーマン
本名「ジュリアン・デイ」。自分の名前に「デイ（day）」が入っていることから、記念日や祝日など日付にまつわる犯罪を行う犯罪者。スケアクロウに声をかけられなかったらしくミッションには登場しないが、ゲーム中に彼の隠れ家があり、発見すると読めるコレクションではハロウィンに計画していた犯罪をスケアクロウに先を越されて未遂に終わった事を恨む言葉を確認出来る。また、バットマンが「ナイトフォール作戦」を決行するエンディングムービーにおいて、ウェイン邸の前に詰めかける野次馬や報道陣に紛れる彼の後ろ姿が一瞬映り込む（頭部を一周する形でアルファベットの刺青を入れたスキンヘッドの男）。
証拠品保管庫にて名前のみ登場するヴィラン
タリア・アル・グール
ベイン
デッドショット
アナーキー
エレクトロキューショナー
グレート・ホワイト・シャーク
ベントリロクエスト

### ジョーカー感染者
クリスティーナ・ベル
声：/英：ジュール・デ・ヨング
クイーン・インダストリーの役員。流産の際にジョーカーの血液を輸血され、ジョーカー化が進み11人のクイーン・インダストリーの幹部を全員殺害した。見た目もジョーカーに近く、ジョーカーのバットマンに対する執着心を受け継いでいる。
ハーレイ・クインに解き放たれ、隔離施設を作っていた映画撮影所のホラー映画撮影セットに立てこもり、ハーレイの手下たちに周囲を見張らせていたが、駆けつけたバットマンとロビンに手下を全員倒され、自身も取り押さえられる。そのまま隔離房に戻されたが、本性を表したヘンリーに銃殺された。
カリスマジョニー(ジョナサン・ブラウン)
声：/英：マイケル・ローゼンバウム
ゴッサム・シティで人気の歌手。ジョーカーの血液を輸血され、元々問題視されていた行動がより派手になっており、ファンに暴行するまでになっている。ジョーカーの芝居のような言動を受け継いでいる。
ハーレイ・クインに解き放たれ、隔離施設を作っていた映画撮影所のライブ撮影セットに立てこもり、その場に爆弾を仕掛けてバットマンを挑発しつつ歌を披露するが、隙をついて忍び寄ったロビンに爆破を阻止され、取り押さえられる。そのまま隔離房の前に連れて行かれるが、本性を表したヘンリーに銃殺された。
アルバート・キング
声：/英：アイザック・C・シングルトン・Jr.
連続ノックアウト勝利の記録を持つ元ヘビー級のボクシング選手。またの名を「ゴッサムのゴリアテ」。日常治療の際にジョーカーの血液を輸血され、ジョーカー化が進み家族全員を入院させた。見た目に大きな変化はないが、ジョーカーの暴力性を受け継いでいる。
ハーレイ・クインに解き放たれ、隔離施設を作っていた映画撮影所の西部劇映画撮影セットに立てこもり、ハーレイの手下たちと共にバットマンとロビンに襲い掛かるが、二人に手下共々叩きのめされ、隔離房に戻される。その後、本性を表したヘンリーに銃殺された。
ヘンリー・アダムス
声：大隈健太 / 英：ガーリック・ハゴン
マッカラム大学の校長。日常治療の際にジョーカーの血液を輸血されたが、他の患者と異なりジョーカー化が進んでいない。バットマンは彼の免疫がジョーカー化を解く鍵だと考え、研究を続けていた。しかし、実際はヘンリーもジョーカーの持つ狡猾さを受け継いでおり、ジョーカー化していない様に見えたのは演技。ハーレーと以前から共謀しており、彼女をPANESSA映画スタジオに侵入させた。
自分以外の感染者全員を殺し、バットマンにも銃を向けるがバットマンもジョーカーの血液に感染していることに気付くと、強いものが生き残るのが進化であるという考えに基づき、バットマンを唯一のジョーカーにすべく自分で頭を銃で撃ち抜いて死亡した。

### その他
ジャック・ライダー
声：/英：ジェームズ・ホラン
ゴッサム・シティを拠点に活動するジャーナリスト。アーカム・シティから脱出後、刑務所を批判する記事を書き、他の冤罪だった囚人の釈放に影響を与えた。ゴッサム市警の片隅に居座り、今回の事件の取材を行い元の地位に返り咲こうとしている。カルト教祖ブラックファイアの行方を追っており、オラクル救出をした後に彼のもとを訪れるとブラックファイアの情報を手に入れてレディー・オブ・ゴッサムに向かっている。
結果、ブラックファイアに捕えられて生贄にされそうになるも、すんでのところでバットマンに救われる。
ヴィッキー・ベール
声：佐藤麻子 / 英：グレイ・デリスル
ゴッサムで人気の女性ジャーナリスト。ウェインタワーの電話に伝言を残しているほか、エンディングでとあるスクープを報じるメディアの1人としても登場。
アーロン・キャッシュ
声：/英：ドウェイン・R・シェパード・Sr
アーカム・アサイラムの元守衛。バットマンとゴードンの力添でゴッサム市警に復帰した。ゴードンのサポートのほか、市警内にある証拠品の解説を行う。
アズラエル
声：中村浩太郎/英：カリー・ペイトン
本名「マイケル・レーン」。元警察官で、現在は聖デュマス騎士団の戦士。炎で描かれたバットシンボルの近くに現れる。前作での予言が的中しバットマンが死ぬと信じており、自らがバットマンの後継者になると宣言する。しかし、バットマンは彼が後継者にふさわしいかを確かめるべく、テストを受けさせる。
彼のテストを監視し続けた結果、聖デュマス騎士団は「バットマンを殺してゴッサムの英雄になれ」と命令を組み込んだ特殊チップを彼の脳に埋め込んでいた事が発覚する。
プレイヤーの選択によって末路が変化し、バットマンに斬りかかる方を選ぶと聖デュマス騎士団の完全な傀儡になってしまい、バットマンに投獄される。聖デュマス騎士団の剣を折るか、その場を立ち去る方を選ぶと彼は自身の意志を貫き、命令に逆らってバットマンと握手を交わし、聖デュマス騎士団との決着を付けるべくゴッサムを去る。
アズラエルのサイドミッションでは、彼を操りバットマンのテストに合格する必要がある。
サイモン・スタッグ
声：/英：フィリップ・プロクター
スタッグ・エンタープライズのCEO。自社の飛行船でスケアクロウの兵士たちから暴行を受けていた。バットマンに一度は救われたが、彼がジョーカーの幻影に苦しんでいる隙に再び兵士たちに捕まってしまう。
裏でスケアクロウに協力し、恐怖ガス噴射装置「クラウド・バースト」に使用する新型の恐怖ガスと電池の開発を行っていた。最後にはバットマンに情報を吐いてしまった事で自分が恐怖ガスを吸わされ、発狂しかけたところをバットマンに昏倒させられて投獄された。
レイモンド・アンダーヒル
声：/英：JB・ブラン
17号ステーションの消防署長。父親も消防署長で、消防署を家族のように愛しており、彼もまた消防署員たちに尊敬されている。ここ何週間で多発する放火事件を追っていた。
ほとんどの市民が市外に逃げたゴッサムにも出動したが、他の17号ステーションの消防隊員と共に暴徒に襲われ、バラバラに捕まってしまった。消防隊員の中で最後にバットマンに救われたが、実は消防隊員の大量リストラを防ぐため、ファイヤーフライに無人の建物を教え火事を起こさせていた。バットマンに留置所に送られるが、今回の事件に出動するなど、その信念は本物だった。
レックス・ルーサー
巨大企業「レックス・コープ」の経営者であり、スーパーマンの宿敵。ウェイン・タワーの電話にメッセージを残すと言う形で声のみ出演している。

### DLCの登場人物
本編とは異なり、日本語ボイスは一切ない。
ブラックマスク
声：ブライアン・ブルーム
DLC「レッドフード ストーリー・パック」に登場したヴィラン。黒い髑髏のマスクを被ったギャングで二丁拳銃を得意とする。自身と部下の行動がレッドフードによって見つかってしまい部下は全滅。自身も建物から突き落とされて死亡した。
ラーズ・アル・グール
声：ディー・ブラッドリー・ベイカー
追加任務DLC「シーズン・オブ・インファミー」に登場したヴィランの一人。暗殺集団リーグ・オブ・アサシンズを率いる国際テロリスト。前作で負った深刻なダメージで喋ることがままならないほど衰弱しており、生命維持装置に繋がれていた。自分の元に現れたバットマンにリーグの正規軍と、娘ナイッサが率いる反乱軍との戦争に巻き込まれて無実の人々が死ぬことを告げ、娘のタリアの名前を出して自分の命を救うよう頼んだ。
プレイヤーの選択によって末路は変化する。探し出した治療薬を投与して彼を救う事を選べば、復活して自分を裏切ったナイッサを斬り殺し、傷を癒すため姿を消す。治療薬と生命維持装置を破壊する事を選べば、余命いくばくもない状態となり、バットマンに礼を言いながら投獄される。
ナイッサ・ラーツコ
声：ジェニファー・ヘイル
ラーズの娘で、タリアの妹。復活するたびに邪悪になるラーズが嫌になり、彼の抹殺のために反乱を企てていた。バットマンがラーズ復活のカギとなるラザラス・ピットの源流を探していた時に、彼の前に姿を現す。バットマンに自分の思いと、ラーズを助けなければ自分がリーグを率いてゴッサムから手を引くと語り、姿を消す。
プレイヤーの選択によって末路は変化する。ラーズを生かす事を選べば、裏切り者として父に斬られバットマンに看取られて息絶える。ラーズを見捨てる事を選べば、父に引導を渡そうとするもバットマンに止められ、約束通りにリーグをゴッサムから撤退させて自身も立ち去る。
マッドハッター
声：ピーター・マクニコル
追加任務DLC「シーズン・オブ・インファミー」に登場したヴィランの一人。不思議の国のアリスに心酔し、自身をいかれ帽子屋に見立てて犯行を繰り返す男。洗脳や精神操作を得意とする。
当初から留置場に捕らわれているが、逮捕前に街の各所に警官を閉じ込めており、バットマンに居場所のヒントを与えて彼らの救出を賭けて勝負を挑んでくる。警官全員を助け出すと、取り調べ室でバットマン自身に催眠をかけ、完全に洗脳しようとするもバットマンはギリギリでこれを克服。最後はバットマン自らの手で牢に放り込まれた。
ミスター・フリーズ
声：モーリス・ラマーシュ
追加任務DLC「シーズン・オブ・インファミー」に登場したヴィランの一人。妻のノラの病気を治す研究を行っており、そのためなら犯罪もいとわない。船を隠れ家に研究を続けていたが、何らかの事故で冷凍装置が暴走して船が氷漬けになり、バットマンに見つかってしまう。ノラを人質に取られ、バットマンと戦うようアーカムナイトの軍に命令されていた。しかし、それでは問題が解決しないと気付き、バットマンにノラの救出を依頼する。
救われたノラと再会した後は彼女の願いを聞き入れて彼女の治療を中止し、残された時間を二人で過ごすべくゴッサムを去る。
キラークロック
声：スティーヴン・ブルーム
追加任務DLC「シーズン・オブ・インファミー」に登場したヴィランの一人。特殊な皮膚病でワニのような外見を持つ犯罪者。かつてアーロン・キャッシュの片手を奪った張本人でもある。前作よりかなり変異が進み、怪獣のような姿になっている。 飛行船アイアンハイツ刑務所に収監されて人体実験を受けていた。刑務所がゴッサムに墜落したことで脱獄し他の囚人と共に刑務官に対し復讐をしている。
しかし、アイアンハイツ刑務所から発せられていた救難信号を察知して乗り込んできたバットマンとナイトウィングに敗れ、人体実験の首謀者であるアイアンハイツの刑務所長ランケンと共にアーロンに引き渡されて投獄された。
ノラ・フライズ
声：アニー・マモロー
追加任務DLC「シーズン・オブ・インファミー」に登場した人物の一人。ミスター・フリーズの妻であり、天性の才能を持つダンサー。不治の病に侵され、それを治療しようとしたミスター・フリーズによって冷凍保存されていた。
アーカム・ナイトの軍に攫われ、バットマンが奪還した際に冷凍状態から目覚める。そのままバットマンに夫の元へと案内され、その場のアーカム・ナイトの軍がバットマンに倒された事で夫と再会。自分のために残虐行為も厭わないミスター・フリーズを説得し、夫婦で最後の時を過ごすべくゴッサムを去る。

## 評価
北米で発売された本作のコンシューマ版の評価は高かった一方、PC版は「推奨環境下のプレイでも、十分なフレームレートが出なかった」などパフォーマンス面での批判が目立った。
これを受けて2015年6月25日、ワーナーブラザース・インタラクティブ・エンタテインメントは、公式フォーラム上でPC版の一時販売中止を発表した。2015年10月29日に販売を再開し、北米時間11月16日までに購入したユーザーには、これまで販売されたシリーズ作品を無償配布する事を発表した。